# Greg Joy
Gregory Andrew "Greg" Joy (* 23. April 1956 in Portland, Oregon, USA) ist ein ehemaliger kanadischer Hochspringer.
Sein bedeutendster Erfolg war der Gewinn der Silbermedaille im Hochsprung bei den Olympischen Spielen 1976 in Montreal. Mit einer übersprungenen Höhe von 2,23 m platzierte er sich hinter dem Polen Jacek Wszoła (2,25 m) und vor dem US-Amerikaner Dwight Stones (2,21 m).
Eine weitere Silbermedaille errang Joy bei den Commonwealth Games 1978 in Edmonton. Außerdem wurde er von 1976 bis 1978 dreimal in Folge kanadischer Meister im Hochsprung. 1978 stellte er mit übersprungenen 2,31 m einen Hallenweltrekord auf. Seine Freiluftbestleistung liegt fünf Zentimeter darunter.
Greg Joy ist 1,94 m groß und hatte ein Wettkampfgewicht von 71 kg. Er besuchte die University of Texas at El Paso und ist mit der Kanutin und Olympiamedaillengewinnerin Susan Holloway verheiratet.